# Ramaria junquilleavertex
Ramaria junquilleavertex är en svampart som beskrevs av R.H. Petersen 1988. Ramaria junquilleavertex ingår i släktet Ramaria och familjen Gomphaceae.   Inga underarter finns listade i Catalogue of Life.